# Evropská silnice E57
Evropská silnice E57 je evropskou silnicí 1. třídy. Začíná v rakouské obci Sattledt a končí v Lublani, hlavním městě Slovinska. Celá trasa měří 380 kilometrů. V Rakousku je E57 vedena po rakouské dálnici A9. Ve Slovinsku je potom trasa vedena po dálnici A1.

## Trasa
- Rakousko
  - : Sattledt – Liezen – Štýrský Hradec – Straß in Steiermark
- Slovinsko
  - : Maribor – Celje – Lublaň